# Мирослав Брумерчик

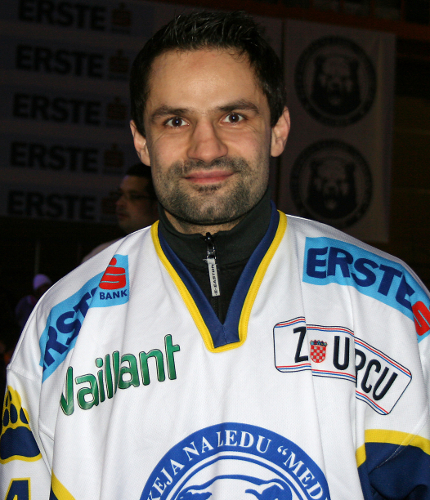
Брумерчик у складі «Медвещака»

Миросла́в Бруме́рчик (хорв. Miroslav Brumerčik, словац. Miroslav Brumerčik; народився 10 вересня 1976, Зволен, Чехословаччина) — хорватський хокеїст словацького походження, центральний нападник. 
У складі національної збірної Хорватії учасник кваліфікаційного турніру до зимових Олімпійських ігор 2010; учасник чемпіонатів світу 2006 (дивізіон I), 2007 (дивізіон II), 2008 (дивізіон I), 2009 (дивізіон I) і 2010 (дивізіон I).
Виступав за «Зволен», «Банська Бистриця», «Віта Гестед» (Норрчепінг), «Комета» (Брно), «Попрад», «Медвещак» (Загреб).